# 1911年4月28日の日食

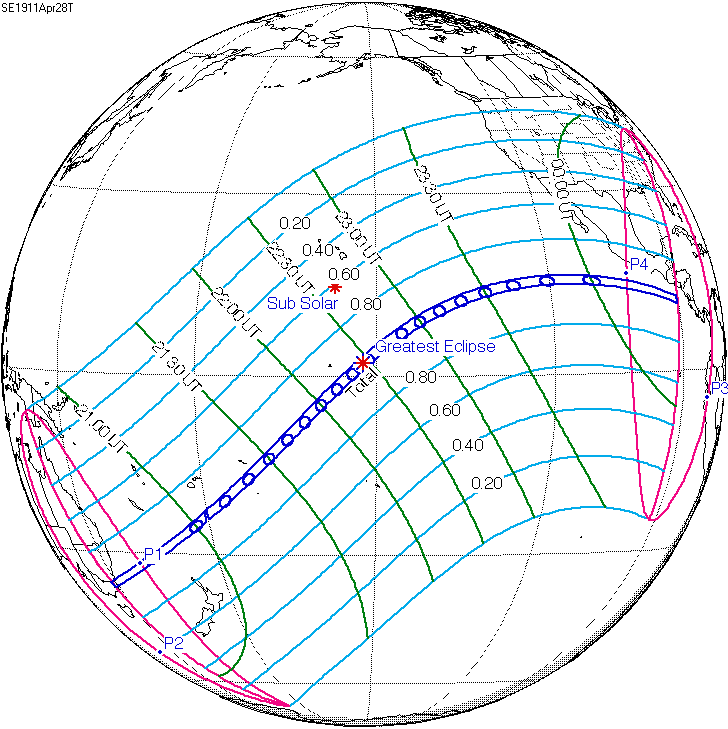

1911年4月28日の日食は、1911年4月28日に観測された日食である。オーストラリア、トンガ、アメリカ領サモア、クック諸島で皆既日食が観測され、オセアニアの大部分、北アメリカ南部及び以上の地域の周辺の一部で部分日食が観測された。

## 通過した地域
皆既帯のほとんどが海にあり、陸地は数少ない島と月の本影が地球上で通過した最初の場所、日の出とともに皆既日食があったオーストラリア南東端の長さが約160キロの地域のみ。詳細はオーストラリアのニューサウスウェールズ州南東端とビクトリア州極北東端、当時イギリス保護領のトンガ王国のハアパイ諸島北西部の半分とヴァヴァウ諸島のほとんど（フォヌアレイ島を除く）、アメリカ領サモアのオフ＝オロセガ島南部の約半分とタウ島、ニュージーランド領クック諸島（現在はニュージーランドとの自由連合）のプカプカ島とナッソー島だった。
また、皆既日食が見えなくても、部分日食が見えた地域はオーストラリア東部の約半分、メラネシア中東部、ミクロネシア東部、ポリネシアのほとんど（北西ハワイ諸島の北西部を除く）、アメリカ合衆国中南部、中部アメリカと大アンティル諸島西部、南アメリカ北西部沿岸の少数の地域だった。そのうち国際日付変更線の東にある部分では4月28日に日食が見え、西にある部分では4月29日に見えた。

## 観測
イギリスのストーニーハースト大学とオーストラリアシドニー北部郊外のリバービューにあるセントイグナティウス大学の観測隊はトンガのヴァヴァウ諸島で皆既日食を観測した。ストーニーハースト大学の隊員は2月3日に船でイギリスのティルベリー出発し、3月16日にシドニーでオーストラリアの隊員と合流した。その後観測隊は3月25日にシドニーを出発し、4月2日にヴァヴァウ諸島に到着した。4月5日、全ての機械が船から陸上に運搬された。後の数日間現地は晴れで、4月10日から連日量の大きい通り雨が降り、4月26日に始まった南東風が厚く大きい巻雲をもたらした。4月28日から日食当日の29日朝にかけて、空に雲が多かった。部分食の始まりの前に晴れになり、その後最初は少しの積雲が現れ、後は晴れだった。皆既食の段階で、ネイアフは良い天気に恵まれたが、約2マイル（3.2キロ）離れた地域では巻層雲の影響で皆既食の終わりの90秒前からしか太陽が見えなかった。皆既食中、島にコオロギの鳴き声しか音がなかった。政府が住民に静かなままにいて、火を使うなど観測を妨げることをしないようと奨励していた。観測隊は5月2日に機械を船に戻し、5月4日に出発し、5月6日にイギリス領フィジー植民地の行政所在地スバ（現在フィジーの首都）に到着し、数日の滞在後5月11日に再び出発し、5月17日にシドニーに戻った。イギリスの担当者は機械を持って6月10日にシドニーを出発に、7月23日にティルベリーに戻った。